# Крукед-Айленд (Багамы)
Крукед-Айленд (англ. Crooked Island) — остров и район, входящий в состав группы Багамских островов, образующей крупную мелководную лагуну под названием бухта Аклинса (Bight of Acklins), крупнейшими из которых являются Крукед-Айленд на севере и Аклинс на юго-востоке, а наименьшими — Лонг-Ки (Long Cay, когда-то называемый островом сокровищ — Fortune Island) на северо-западе и Касл-Айленд (Castle Island) на юге.

## История
Острова были заселены американскими лоялистами в конце 1780-х годов, основавшими хлопковые плантации, на которых трудилось более тысячи рабов. После отмены рабства в Британской империи плантации стали экономически невыгодными, при этом значение подводной добычи губок как источника доходов в настоящее время также снизилось. Жители острова сейчас живут за счёт рыболовства и мелкого сельского хозяйства.
Считается, что первое почтовое отделение на Багамских островах было открыто в Питтс-Тауне (Pitt’s Town) на Крукед-Айленде.

## Административное деление
Крукед-Айленд — один из 32 районов Багамских островов. На карте он обозначен номером 10. Административный центр Района — город Конел-Хилл (Colonel Hill). Площадь района — 261 км². Население — 323 человек (2010).